# 法威爾 (德克薩斯州)
法威爾（英語：Farwell）是一個位於美國德克薩斯州帕默縣的城市。根據2010年美國人口普查，該地共人口6779人，而該地的面積約為2.10平方千米。同時該地也是帕默縣的縣治。

## 地理
法威爾的座標為34°22′59″N 103°02′18″W / 34.38306°N 103.03833°W，而該地的平均海拔高度為1163米（即4144英尺）。